# Lauren Wenger
Lauren Wenger (ur. 11 marca 1984) – amerykańska piłkarka wodna. Dwukrotna medalistka olimpijska.
Może występować na każdej pozycji poza bramką. W reprezentacji debiutowała w 2005, wcześniej znajdowała się w kadrach juniorskich. Brała udział w dwóch igrzyskach (IO 08, IO 12), na obu zdobywała medale. Amerykanki były drugie w Pekinie i triumfowały w Londynie. Z kadrą brała udział m.in. w mistrzostwach świata w 2007 i 2009 (tytuły mistrzowskie) oraz w 2005 (srebro). W 2007 i 2011 zwyciężała w igrzyskach panamerykańskich. Grała w klubach greckich i włoskich.